# 불꽃 (마타요시 나오키의 소설)
《불꽃》(일본어: 火花)은 코미디언 마타요시 나오키가 쓴 최초의 중편 소설.

## 소개
초판은 〈문학계〉 2015년 2월호 (분게이슌주). 게재시보다 현역 인기 코미디언이 다룬 순수 문학 소설로 화제를 불러 일으켜 문예지인 잡지가 증쇄 되는 히트를 하였고, 제28회 미시마 유키오상 후보작과 동시에 제153회 아쿠타가와 류노스케상을 수상하였다.
2016년 넷플릭스와 요시모토 흥업에 의해 인터넷 방송 드라마로 영상화되었으며, 이듬해 2017년에는 NHK 종합에서 전년 넷플릭스에서 인터넷 방송된 것의 재편집판이 방송 되었다.
2017년 2월 14일, 이타오 이츠지 감독에 의해 영화화되는 것이 발표되었다. 같은 해 11월에 개봉되었다.
2018년, 미즈키 아리사 주연으로 무대화되었다.

## 평가
- 제28회 미시마 유키오상 후보 (2015년)[2]

### 수상
- 제153회 아쿠타가와 류노스케상 (2015년)
- 제28회 쇼가쿠칸 DIME 트렌드 대상 〈레저·엔터테인먼트 부문〉 (2015년)[5]
- Yahoo! 검색 대상 2015·소설 부문상 (2015년)[6]

## 참고 문헌
- 불꽃 (2015년 3월 11일 분게이슌주, ISBN 978-4-16-390230-2)
- 〈불꽃〉 낭독 CD 4매 셋트 (2015년 11월 11일, 분게이슌주 낭독 : 츠츠미 신이치, ISBN 978-4-16-630480-6)
- 불꽃 (2017년 2월 10일 분슌 문고, ISBN 978-4-16-790782-2)

## 드라마
유료 동영상 전송 플랫폼 넷플릭스에서 2016년 봄부터 전 10화 일거 전달 되었다.
또한 NHK 종합에서 2017년 2월 26일부터 4월 30일까지 약 45분 (최종회 50분)에 재 편집해 방송 되었다.

### 작품의 평가
2017년 5월 “방송과 통신의 융합 시대에 맞는 고품질 콘텐츠의 제작과 미디어를 열었다.”라고 평가되어 〈제54회 갤럭시상〉에서 TV 부문 프론티어상 수상을 수상했다.

## 영화
영화는 2017년 11월 23일 개봉되었다. 감독은 이타오 이츠지, 각본은 이타오 이츠지와 토요타 토시아키. 주연은 스다 마사키와 키리타니 켄타의 공동 주연. 같은 해 3월 12일에 크랭크인 되었다.

### 출연
- 토구나가 - 스다 마사키
- 카미야 - 키리타니 켄타
- 마키 - 키무라 후미노
- 야마시타 - 카와타니 슈지
- 오바야시 - 미우라 마사키
- 시카타니 - 카토 료
- 마키의 새로운 남자 - 타카하시 츠토무
- 오디션 심사위원 - 히노 요진
- 오디션 심사위원 - 야마자키 시게노리

### 스태프
- 감독 - 아타오 이츠지
- 각본 - 이타오 이츠지, 토요타 토시아키
- 제작 - 오카모토 아키히코, 이치카와 미나미
- 이그제큐티브 프로듀서 - 후지와라 히로시, 우에다 타이지
- 기획·프로듀서 - 카타오카 슈스케, 우스이 히사시
- 치프 프로듀서 - 코가 슌스케
- 어소시에이트 프로듀서 - 타니가키 와카코, 타카다 나나코
- 협력 프로듀서 - 쿠스모토 나오키
- 음악 프로듀서 - 다이 모토요시
- 촬영 - 후쿠모토 준
- 조명 - 이치카와 토쿠주
- 미술 - 미야모리 유이
- 편집 - 이마이 츠요시
- 음악 - 이시즈카 토오루
- 주제가 - 스다 마사키·키리타니 켄타 〈아사쿠사 키드 (浅草キッド)〉
- 의상 - 미야모토 미사에
- 음향 효과 - 시바사키 켄지
- 배급 - 도호
- 제작사 - 자후루, 파이프 라인
- 제작 - 요시모토 크리에이티브 에이전시, 도호 영화
- 제작 - 〈불꽃〉 제작위원회 (요시모토 흥업, 도호, 덴츠, JR동일본 기획, 분게이슌주, 아사히 신문사, KDDI, 일본 출판 판매, GYAO)

## 무대
《불꽃 ~Ghost of the Novelist~》라는 제목으로 미즈키 아리사 주연에 의해 무대화되었으며, 2018년 3월 30일부터 4월 15일에 신주쿠 키노쿠니야 홀에서 5월 9일부터 12일 오사카·마츠시타 IMP 홀에서 공연. 원작자 마타요시 나오키도 본인 역으로 출연하고 있다. 마타요시가 〈불꽃〉을 쓴 의미에 육박하는 이야기도 원작 스토리와 병행하여 전개 되고 있다.

## 만화
- 만화 〈불꽃〉 (만화 : 다케토미 켄지, 원작 : 마타요시 나오키)
- 〈주간 빅 코믹 스피리츠〉 (쇼가쿠칸)에서 2016년 53호에서 2017년 39호까지 연재되었다.

## CD
- 낭독 CD 〈불꽃〉 (2015년 11월 11일 발매, 분게이슌주)
  - 낭독은 츠츠미 신이치가 담당했다.[10]